# Tratado de Passarowitz
El Tratado o Paz de Passarowitz o Požarevac se firmó el 21 de julio de 1718 y supuso el fin de la guerra austro-turca (1716-1718).
Bajo la mediación del Reino de Gran Bretaña y de las Provincias Unidas de los Países Bajos, los representantes del emperador (Austria), de la República de Venecia y del Imperio otomano se reunieron en Passarowitz (Požarevac, al sureste de Belgrado) en mayo de 1718.
Por el Tratado de Passarowitz, Venecia confirmaba la posesión de Dalmacia, las islas Jónicas, las ciudades de Préveza y Arta y las fortalezas de Imotski y Vrgorac (Condado de Split); pero perdía Morea (que había recuperado en el anterior Tratado de Karlowitz, 1699), sus últimas posesiones en Creta (Suda y Spinalonga) y las islas de Tenos y Egina.
El Emperador retenía sus adquisiciones: el Banato de Temesvar, el oeste del principado de Valaquia (Oltenia) y un extenso territorio en torno a Belgrado, el Reino de Serbia (Habsburgo). En Bosnia y Croacia el río Sava y el río Una se utilizaron para fijar las fronteras.
Como consecuencia, se confirmó la preponderancia de Austria en los Balcanes y la región del Danubio, marcando el final de la hegemonía turca, que había sido indiscutible en el periodo anterior (hasta el sitio de Viena de 1683).
El tratado significó la fijación de un equilibrio duradero entre las potencias de la región, que no se rompió hasta el siglo XIX; aunque la delimitación territorial varió en el tratado de Belgrado (1739), que devolvió a los turcos el norte de Bosnia, la zona de Belgrado y Oltenia.

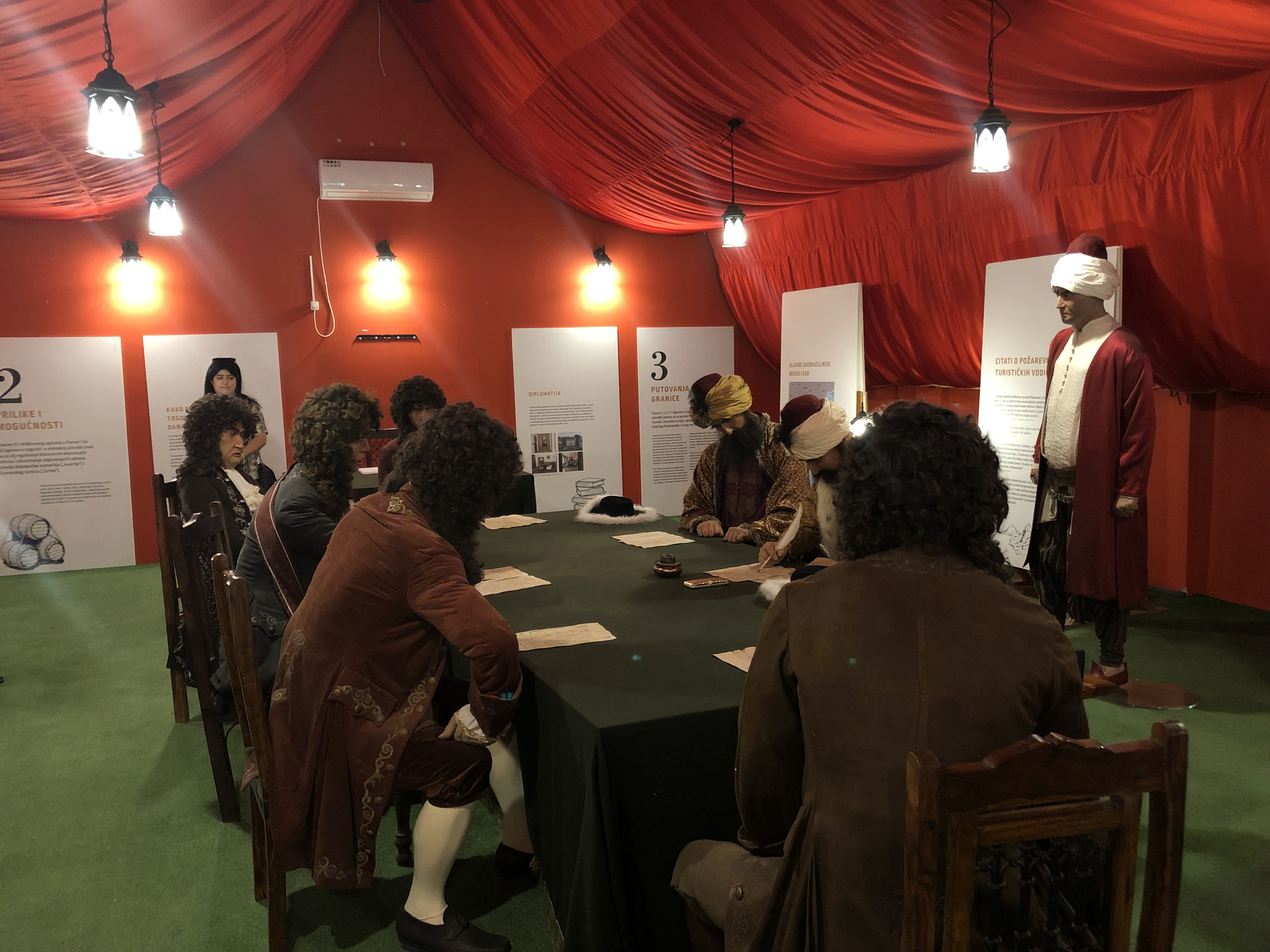
Una exposición en Požarevac que muestra cómo se firmó el tratado.

Mapas con los cambios tras el tratado
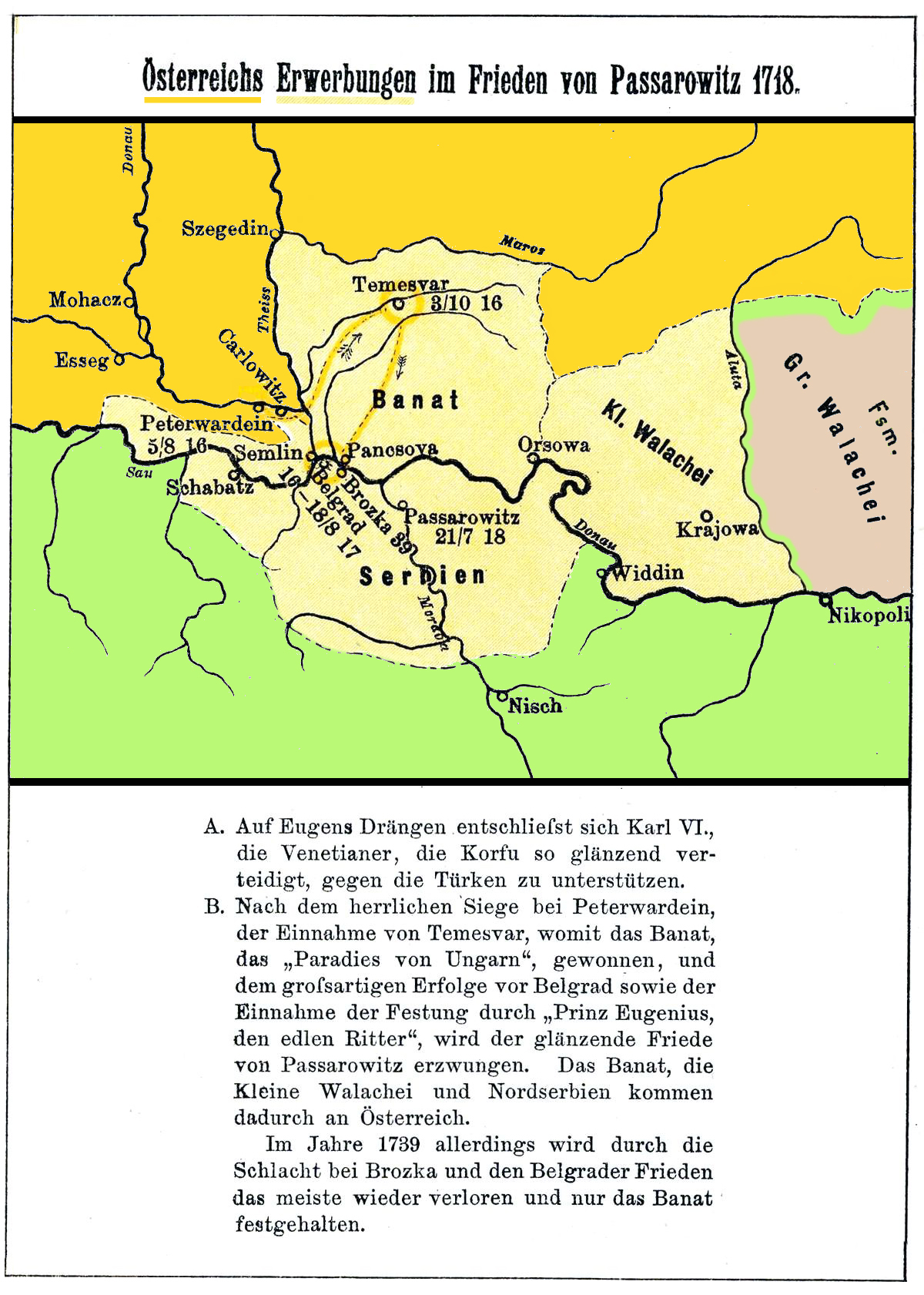
Tratado de Passarowitz y cambios territoriales
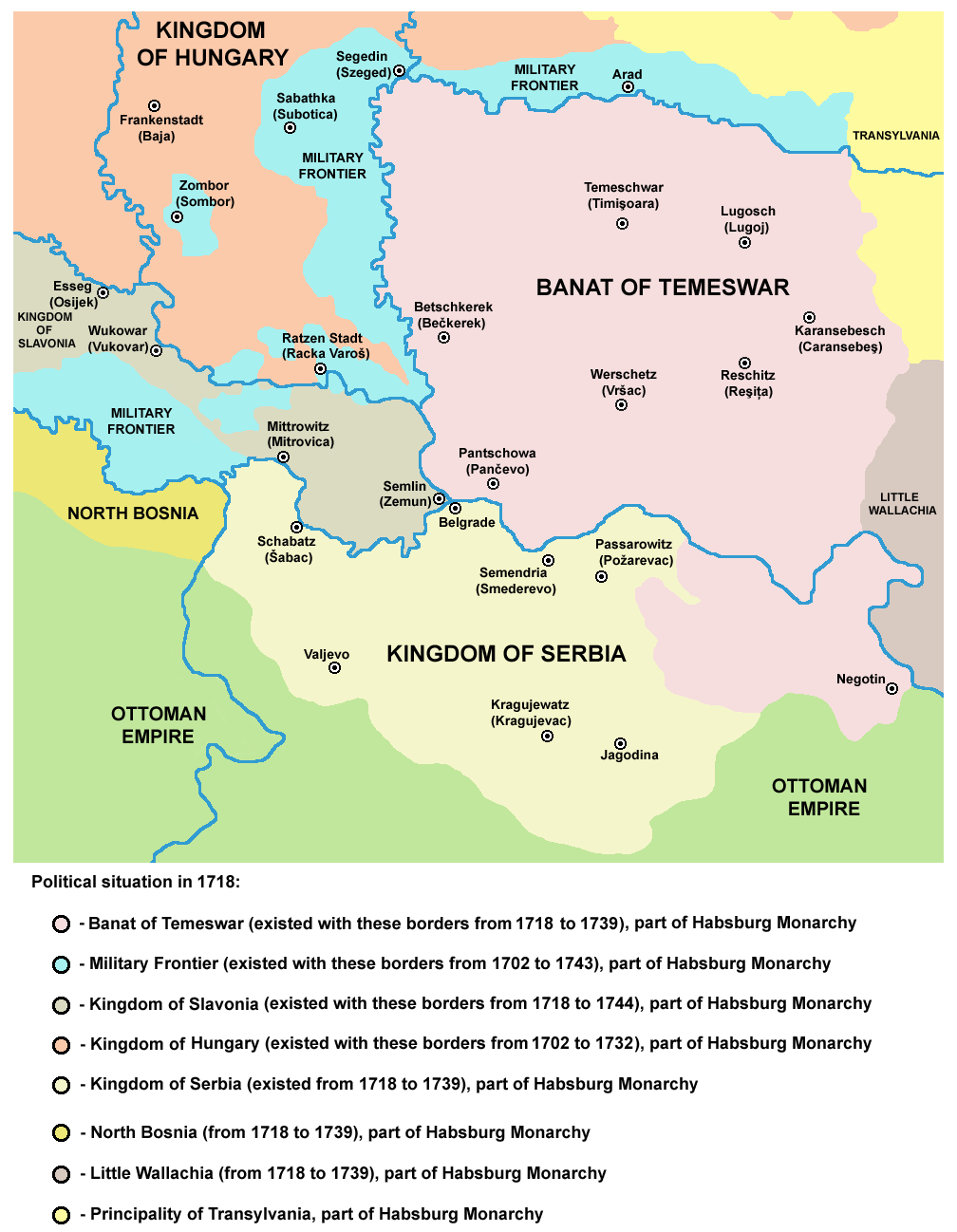
Mapa político a partir de 1718